# Пшибиславиці (Великопольське воєводство)
Пшибиславиці (пол. Przybysławice) — село в Польщі, у гміні Рашкув Островського повіту Великопольського воєводства.
Населення — 822 особи (2011).

## Демографія
Демографічна структура станом на 31 березня 2011 року:
|          | Загалом | Допрацездатний вік | Працездатний вік | Постпрацездатний вік |
| -------- | ------- | ------------------ | ---------------- | -------------------- |
| Чоловіки | 408     | 97                 | 268              | 43                   |
| Жінки    | 414     | 92                 | 237              | 85                   |
| Разом    | 822     | 189                | 505              | 128                  |